# Stephen Turnbull
Stephen Richard Turnbull es un historiador especializado en historia militar, destacando por su gran cantidad de trabajos sobre la historia del Japón medieval. Ha escrito también libros sobre samuráis, artes marciales, historia militar europea y de extremo oriente.
Estudió en la Universidad de Cambridge, donde se graduó. Tiene actualmente (2008) un máster en Teología, un máster en Historia Militar y un doctorado de la Universidad de Leeds, donde trabaja actualmente como profesor de Religiones de Extremo Oriente.
Ha escrito numerosos libros sobre otros temas medievales. Formó parte de la redacción de la breve Medieval History Magazine (2003-2005), que fue publicada con la colaboración de la Armería Real.